# Špačinsko- nižnianske polia
Špačinsko- nižnianske polia este o arie protejată (arie de protecție specială avifaunistică — SPA) din Slovacia întinsă pe o suprafață de 12.155,66 ha, integral pe uscat.

## Localizare
Centrul sitului Špačinsko- nižnianske polia este situat la coordonatele 48°28′59″N 17°38′31″E / 48.483042°N 17.642028°E.

## Înființare
Situl Špačinsko- nižnianske polia a fost declarat arie de protecție specială avifaunistică în mai 2010 pentru a proteja 1 specie de animale.

## Biodiversitate
Situată în ecoregiunile alpină și panonică, aria protejată nu include niciun habitat protejat.
La baza desemnării sitului se află o specie protejată de  păsări: șoim dunărean (Falco cherrug).